# Закирова, Сария Магруповна
Сария́ Магру́повна Заки́рова (тат. Сәрия Мәгъруф кызы Закирова; 10 апреля 1961, Набережные Челны, Татарская АССР, РСФСР, СССР) — советская гребчиха, выступала за сборную СССР по академической гребле во второй половине 1980-х — начале 1990-х годов. Двукратная чемпионка мира, победительница Игр доброй воли, многократная чемпионка регат всесоюзного и республиканского значения, участница двух летних Олимпийских игр. На соревнованиях представляла днепропетровский спортивный клуб «Метеор», заслуженный мастер спорта СССР (1988).

## Биография
Сария Закирова родилась 10 апреля 1961 года в городе Набережные Челны (Татарстан). Активно заниматься академической греблей начала в раннем детстве, проходила подготовку в комплексной детско-юношеской спортивной школе СК «Метеор» в Днепропетровске, тренировалась под руководством заслуженного тренера Евгения Чеснокова.
Первого серьёзного успеха добилась в 1985 году, когда впервые стала чемпионкой СССР и, попав в основной состав советской национальной сборной, побывала на чемпионате мира в бельгийском городе Мехелен, где обогнала всех своих соперниц в зачёте восьмиместных распашных экипажей с рулевой и завоевала тем самым золотую медаль. За это выдающееся спортивное достижение по итогам сезона удостоена почётного звания «Заслуженный мастер спорта СССР»
Год спустя её восьмёрка вновь была лучшей на всесоюзном первенстве, спортсменка съездила на мировое первенство в английский Ноттингем, где сумела защитить своё чемпионское звание. Также в этом сезоне приняла участие в первых Играх доброй воли в Москве, добавив в послужной список ещё одно золото. Ещё через год в третий раз подряд стала чемпионкой Советского Союза, однако на чемпионате мира в Копенгагене защитить чемпионский титул не смогла — их восьмёрка пришла к финишу третьей, пропустив вперёд команды из Румынии и США. В 1988 году, после очередной победы в зачёте всесоюзного первенства, Закирова удостоилась права защищать честь страны на летних Олимпийских играх в Сеуле — в программе распашных восьмёрок с рулевой дошла до финальной стадии, однако в решающем заезде финишировала четвёртой, немного не дотянув до бронзовой медали.
Начиная с 1990 года Сария Закирова участвовала в соревнованиях парных четвёрок, и здесь тоже добилась больших успехов: стала чемпионкой СССР и выиграла серебряную медаль на чемпионате мира в Тасмании. В следующем сезоне заняла первое место на всесоюзном первенстве в зачёте парных двоек, после чего в той же дисциплине вместе с Екатериной Ходотович получила награду бронзового достоинства на первенстве мира в Вене. Позже прошла отбор в так называемую Объединённую команду, созданную из спортсменов бывших советских республик для участия в Олимпийских играх 1992 года в Барселоне — в программе парных двухместных экипажей заняла в финале шестое место.
Вскоре после этих олимпийских соревнований приняла решение завершить карьеру профессиональной спортсменки. Ныне проживает в Днепре.